# Јосиф II Цариградски
Јосиф II (1360 — 10. јун 1439) је био васељенски патријарх од 1416. до 1439. Био је син бугарског цара Јована Шишмана.

## Биографија
Учествовао је на сабору у Ферари и Фиренци 1438. и 1439. који је требало да доведе до уније Православне и Католичке цркве. Због опасности Османлија подржавао је, заједно са византијским царем Јованом VIII и кијевским митрополитом Исидором, унију и прихватио је пре своје смрти папски примат. Документ о унији потписали су 31 представници Православне цркве и цар Јован VIII, али од стране Православне цркве најзад није био прихваћен и тиме није стекао важност. Касније, до 1455. године, 21 потписник са православне стране повукао је свој потпис за унију.
Патријарх Јосиф II умро је 1439, његов гроб налази се у доминиканском манастиру Санта Марија Новела у Фиренци. Беноцо Гоцоли је насликао његов портрет у великој капели палате Медичи Рикарди.